# Joris Mathijsen
Joris Mathijsen (Goirle, Brabante Septentrional, 5 de abril de 1980) es un exfutbolista y entrenador neerlandés que se desempeñó como defensa central o lateral izquierdo. Actualmente se encuentra sin dirigir, tras su paso por el Willem II Tilburg de la Eerste Divisie, la segunda división de fútbol en los Países Bajos.

## Trayectoria
Comenzó su carrera como futbolista en el SV VOAB, de su natal Goirle, después de visitar un entrenamiento de un amigo. A los nueve años dejó su club para jugar en el Willem II de Tilburgo. Hizo su debut en el Willem II el 27 de febrero de 1999 en un partido ante el FC Utrecht. Después de seis temporadas en este equipo fue vendido por su entrenador, Co Adriaanse, al AZ Alkmaar.
El 16 de junio de 2011 el Málaga Club de Fútbol anunció de manera oficial su fichaje en su página web.

## Selección nacional

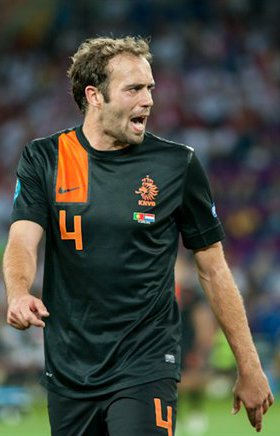
Mathijsen en la Eurocopa 2012.

El 17 de noviembre de 2004, se hizo internacional con su selección ante la selección de Andorra en un partido que ganó por 3-0.
Fue titular en su selección en la Copa del Mundo de 2006 y de 2010. En esta última jugó seis partidos en el campeonato, incluido el partido de la final del torneo que finalmente ganó España por 1-0. 
Ha disputado con la selección de su país un total de 84 partidos, en los que ha anotado tres goles.

### Participaciones en Copas del Mundo
| Edición                        | Sede      | Resultado        | Partidos | Goles |
| ------------------------------ | --------- | ---------------- | -------- | ----- |
| Copa Mundial de Fútbol de 2006 | Alemania  | Octavos de final | 3        | 0     |
| Copa Mundial de Fútbol de 2010 | Sudáfrica | Subcampeón       | 6        | 0     |

### Participaciones en Eurocopas
| Edición       | Sede              | Resultado        |
| ------------- | ----------------- | ---------------- |
| Eurocopa 2008 | Austria · Suiza   | Cuartos de final |
| Eurocopa 2012 | Polonia · Ucrania | Fase de grupos   |

## Carrera
| Temporada   | Club        | Partidos | Goles | Competición |
| ----------- | ----------- | -------- | ----- | ----------- |
| 1998-99     | Willem II   | 1        | 0     | Eredivisie  |
| 1999-00     | Willem II   | 7        | 0     | Eredivisie  |
| 2000-01     | Willem II   | 22       | 1     | Eredivisie  |
| 2001-02     | Willem II   | 31       | 1     | Eredivisie  |
| 2002-03     | Willem II   | 34       | 1     | Eredivisie  |
| 2003-04     | Willem II   | 32       | 3     | Eredivisie  |
| 2004-05     | AZ Alkmaar  | 25       | 1     | Eredivisie  |
| 2005-06     | AZ Alkmaar  | 25       | 0     | Eredivisie  |
| 2006-07     | AZ Alkmaar  | 1        | 1     | Eredivisie  |
| 2006-07     | Hamburgo SV | 32       | 0     | Bundesliga  |
| 2007-08     | Hamburgo SV | 26       | 1     | Bundesliga  |
| 2008–09     | Hamburgo SV | 33       | 2     | Bundesliga  |
| 2009–10     | Hamburgo SV | 33       | 1     | Bundesliga  |
| 2011–12     | Málaga CF   | 28       | 0     | Liga BBVA   |
| 2012-actual | Feyenoord   | -        | -     | Eredivisie  |
| Total       | Total       | -        | 12    |             |